# Island Life
Island Life (español: Vida en la isla) fue el primer álbum recopilatorio de Grace Jones lanzado en 1985 con algunas de las canciones más destacadas de su repertorio. 
El álbum fue un gran éxito crítico y comercial internacional y fue promocionado con el relanzamiento de "Pull Up to the Bumper" y "Love is the Drug". 

## Producción y lanzamiento
Después del éxito del sencillo "Slave to the Rythm" de octubre de 1985, en diciembre del mismo año Island Records publicó una compilación del mejor material de Jones. El título Island Life alude por igual a la vida en Jamaica y el sonido caribeño de muchas canciones y a los años trabajando con la compañía Island Records, de los cuales este sería el último trabajo conjunto.
El compilado incluye canciones de los álbumes Portfolio (1977), Fame (1978), Warm Leatherette (1980), Nightclubbing (1981), Living My Life (1982) y Slave to the Rhythm (1985); Muse fue el único LP del cual no se incluyó ninguna pista. Island Life no contiene grabaciones nuevas pero sí un remix de "Love is the Drug" y versiones editadas de "Do or Die", "Pull Up to the Bumper" y "Slave to the Rythm". Glenn O'Brien escribió un extenso ensayo sobre la carrera de Jones reseñando tanto el material incluido en la compilación como otras que quedaron fuera.
Algunas ediciones de 1985 y reediciones posteriores incluyeron más canciones o versiones diferentes. El lanzamiento australiano traía un LP extra con cuatro canciones más en sus versiones originales ("My Jamaican Guy", "Pull Up to the Bumper", "On Yoour Knees" y "Warm Leatherette"; "My Jamaican Guy" aparece en una versión editada en el LP original). Las ediciones en casete incluyeron otros bonus tracks y un megamix de varios singles.

## Portada
La imagen de portada, una de las fotos más famosas de Grace Jones, fue creada por Jean-Paul Goude y publicada originalmente en la revista New York en 1978. El imposible y agraciado arabesco es un montaje de imágenes separadas, siguiendo las ideas de Goude en crear ilusiones creíbles. En el interior del álbum se incluyen otras imágenes famosas de Jones.

## Promoción
La promoción consistió en el relanzamiento de singles anteriores. "Pull Up to the Bumper" fue el primero de ellos a fines de 1985, remixado en una versión 12" y acompañado de un megamix (titulado "Musclemix. Llegó al No. 12 de los charts británicos, No. 13 en Nueva Zelanda, No. 10 en Irlanda y al top 40 de otros países europeos.
Le siguió "Love is the Drug", remixado por Eric Thorngren (7") y Paul "Groucho" Smykle (12"), que llegó al No. 35 en Reino Unido, el No. 18 en Irlanda y el No. 57 en Alemania Occidental. Este último single contó con un video promocional ditigido por Matt Forrest y Bruno Tilley. 
El álbum también se promocionó con el megamix "Re-Mix Re-Mask", que en su lado B tenía un remix nuevo de "Private Life" y "My Jamaican Guy".

## Lista de canciones
| Island Life - LP |                                           |                                                           |                     |          |  |
| N.º              | Título                                    | Escritor(es)                                              | Álbum               | Duración |  |
| 1.               | «La vie en rose»                          | Édith Piaf, Louis Guglielmi, Mack David                   | Portfolio           | 7:25     |  |
| 2.               | «I Need A Man»                            | Paul Slade, Pierre Papadiamondis                          | Portfolio           | 3:22     |  |
| 3.               | «Do or Die» (7" edit)                     | Jack Robinson, James Bolden                               | Fame                | 3:22     |  |
| 4.               | «Private Life»                            | Chrissie Hynde                                            | Warm Leatherette    | 5:10     |  |
| 5.               | «Love Is the Drug» (Thorngren remix)      | Bryan Ferry, Andy Mackay                                  | Warm Leatherette    | 6:02     |  |
| 6.               | «I've Seen That Face Before (Libertango)» | Ástor Piazzolla                                           | Nightclubbing       | 4:29     |  |
| 7.               | «Pull Up to the Bumper» (7" edit)         | Koo Koo Baya, Grace Jones, Dana Mano                      | Nightclubbing       | 3:38     |  |
| 8.               | «Walking in the Rain»                     | Harry Vanda, George Young                                 | Nightclubbing       | 4:18     |  |
| 9.               | «My Jamaican Guy»                         | Jones                                                     | Living My Life      | 6:00     |  |
| 10.              | «Slave to the Rhythm» (7" edit)           | Bruce Woolley, Simon Darlow, Stephen Lipson y Trevor Horn | Slave to the Rhythm | 4:22     |  |

## Historial de versiones

### LP
- 1985 Island Records (207 472, Alemania)
- 1985 Island Records (GJ 1, Inglaterra)
- 1985 Festival Records (RML 52059, Inglaterra) + disco de regalo
- 1985 Island Records (10.207472.50, Portugal)
- 1990 Island Records (842 453-2, Europa)

### Casete
- 1985 Island Records (7 90491-4, Estados Unidos)

### CD
- 1985 Island Records (842 453-2, Inglaterra)
- 1985 Island Records (CID 132, Inglaterra)
- 1985 Island Records (610 584, Alemania)
- 1985 Island Records (7 90491-2, Estados Unidos)
- 1990 Island Masters (IMCD 16, Europa)

## Ventas del álbum

### A partir de 1991
| Nielsen SoundScan (Estados Unidos) |
| ---------------------------------- |
| 112.000 enlace                     |